# 中国国贸大厦B座
国贸大厦B座（英語：China World Tower B），曾命名为中国国际贸易中心三期B阶段，也称国贸三期B座，位於北京市朝陽區北京中央商務區，是中國國際貿易中心第三期工程建設的一部分，於2017年啟用，建築高度296米。國貿三期B樓層包括地上63層及地下4層。國貿三期B內部設有商業和停車場（地庫1至4層）、會議中心和宴會廳（1樓至5層）、酒店（7至22層）及辦公室（23至63層，其中23至27樓是服務式辦公室）。此廈跟先前完工的國貿3A期一樣，獲得LEED環保建築金級認證。而此廈辦公室部分共配置了20台日立客運升降機，以及2台通往全部樓層的日立消防升降機。

## 入駐租戶
2017年3月，蜆殼石油租用此廈十多層辦公室（包括30樓）作其中國辦事處，成為國貿3B期首個租戶。
英國著名律師行年利達律師事務所，亦租用5206室作其北京辦事處。